# Riccardo Tonetti

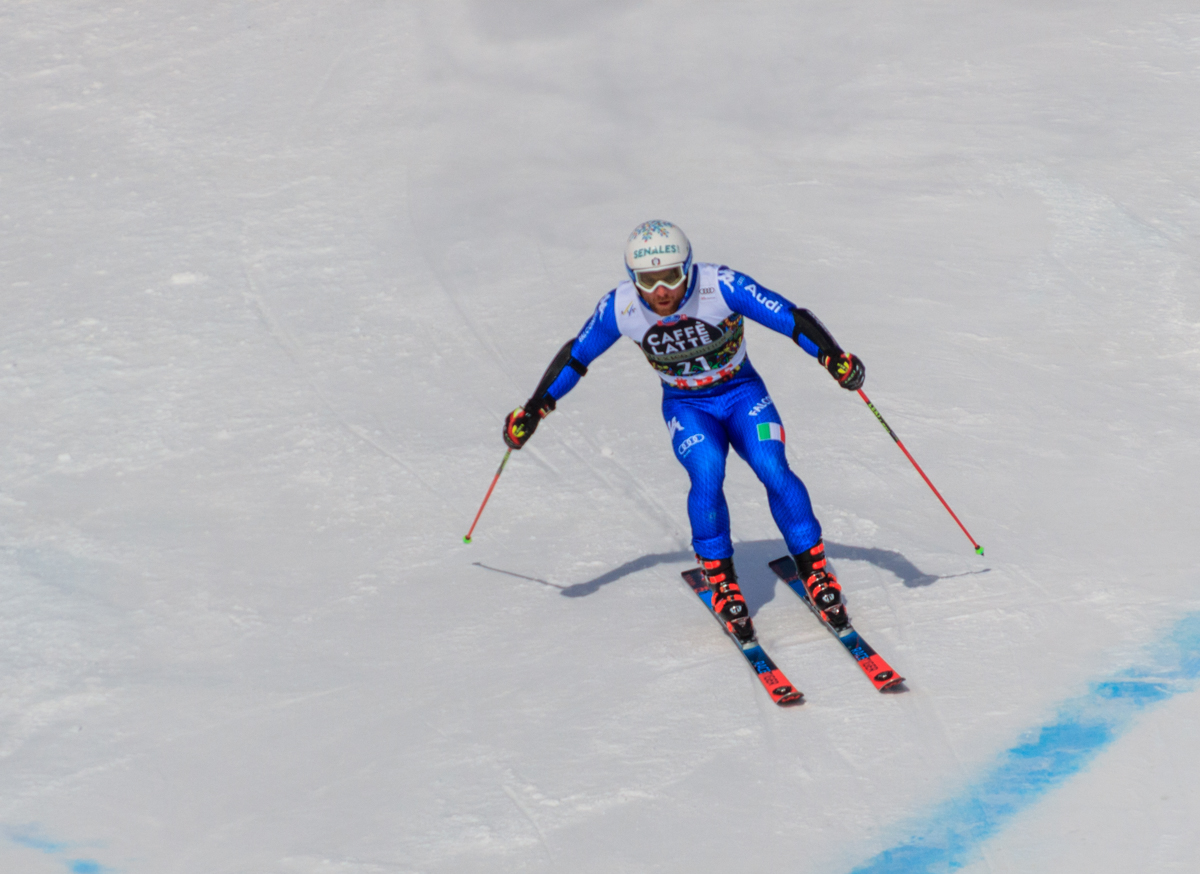
Riccardo Tonetti im März 2018

Riccardo Patrizio Tonetti (* 14. Mai 1989 in Bozen) ist ein ehemaliger italienischer Skirennläufer. Seine Spezialdisziplinen waren Riesenslalom, Slalom sowie die Alpine Kombination.

## Biografie
Tonetti bestritt am 13. Dezember 2007 sein erstes Europacuprennen in St. Vigil, wobei er sich nicht für den 2. Durchgang qualifizieren konnte. 
Am 24. Januar 2012 konnte er sich erstmals im Europacup auf dem Podium platzieren. Er erreichte den 3. Platz beim Slalom in Zell am See hinter Stefan Luitz und Nicolas Thoule. Zwei Tage später debütierte er erstmals im Skiweltcup. Beim Nachtslalom von Schladming kam er aber leider nicht ins Ziel. Im folgenden Jahr konnte er sein erstes Europacuprennen im Slalom von Chamonix gewinnen.
In der Europacupsaison 2014/15 entschied Tonetti die Gesamtwertung für sich. Seine beste Weltcupplatzierung erreichte Tonetti am 6. Dezember 2015 mit dem 6. Platz im Slalom von Beaver Creek. Dasselbe Resultat schaffte er bei der Superkombination von Chamonix am 19. Februar 2016. Bei den Weltmeisterschaften 2019 in Åre fuhr er in der Alpinen Kombination auf den vierten Platz und verpasste nur knapp eine Medaille. Diese holte er einen Tag später, als er im Mannschaftswettbewerb die Bronzemedaille gewann.
Nachdem er für die Saison 2022/23 den Status im Nationalkader verlor und trotz Eigenfinanzierung keine zählbaren Ergebnisse hervorbrachte, beendete er am 25. März 2023 seine Karriere. Sein letztes Rennen bestritt er am selben Tag bei den italienischen Meisterschaften in La Thuile.

## Erfolge

### Olympische Spiele
- Pyeongchang 2018: 5. Mannschaftswettbewerb, 18. Alpine Kombination

### Weltmeisterschaften
- St. Moritz 2017: 10. Riesenslalom, 23. Alpine Kombination
- Åre 2019: 3. Mannschaftswettbewerb, 4. Alpine Kombination
- Cortina d’Ampezzo: 7. Alpine Kombination, 12. Riesenslalom

### Weltcup
- 13 Platzierungen unter den besten zehn

### Weltcupwertungen
| Saison  | Gesamt | Gesamt | Super-G | Super-G | Riesenslalom | Riesenslalom | Slalom | Slalom | Kombination | Kombination |
| Saison  | Platz  | Punkte | Platz   | Punkte  | Platz        | Punkte       | Platz  | Punkte | Platz       | Punkte      |
| ------- | ------ | ------ | ------- | ------- | ------------ | ------------ | ------ | ------ | ----------- | ----------- |
| 2012/13 | 126.   | 12     | –       | –       | –            | –            | 49.    | 12     | –           | –           |
| 2013/14 | 140.   | 5      | –       | –       | –            | –            | 49.    | 5      | –           | –           |
| 2014/15 | 128.   | 14     | –       | –       | –            | –            | 44.    | 14     | –           | –           |
| 2015/16 | 36.    | 269    | 44.     | 14      | 19.          | 151          | 32.    | 46     | 14.         | 58          |
| 2016/17 | 88.    | 68     | –       | –       | 31.          | 54           | 46.    | 14     | –           | –           |
| 2017/18 | 65.    | 93     | –       | –       | 22.          | 64           | –      | –      | 18.         | 29          |
| 2018/19 | 39.    | 223    | –       | –       | 22.          | 99           | 38.    | 42     | 4.          | 82          |
| 2019/20 | 35.    | 206    | –       | –       | 31.          | 39           | 44.    | 27     | 4.          | 140         |
| 2020/21 | 71.    | 93     | 42.     | 22      | 26.          | 71           | –      | –      | –           | –           |
| 2021/22 | 130.   | 13     | –       | –       | 44.          | 13           | –      | –      | –           | –           |

### Europacup
- Saison 2014/15: Gesamtsieger, 1. Slalomwertung
- 11 Podestplätze, davon 4 Siege:

| Datum            | Ort           | Land       | Disziplin    |
| ---------------- | ------------- | ---------- | ------------ |
| 5. Januar 2013   | Chamonix      | Frankreich | Slalom       |
| 21. Februar 2015 | Jaun          | Schweiz    | Slalom       |
| 16. März 2015    | Kranjska Gora | Slowenien  | Slalom       |
| 12. Februar 2016 | Folgaria      | Italien    | Riesenslalom |

### Juniorenweltmeisterschaften
- Garmisch 2009: 5. Super-G

### Weitere Erfolge
- 2 italienischer Meistertitel (Riesenslalom 2016, Slalom 2018)
- 18 Siege in FIS-Rennen
- Winter-Universiade 2013: 5. Slalom
- 2 italienische Juniorenmeistertitel (Abfahrt und Super-G 2006)